# Szewczenkowe (rejon izmailski)
Szewczénkoweⓘ (ukr. Шевче́нкове ˈʃɛu̯tʃenkowe) – wieś w południowo-zachodniej części Ukrainy, w obwodzie odeskim, (rejon izmailski). Według spisu z 2001 roku wieś liczyła 5625 mieszkańców.

## Historia
Osada założona w 1778 przez Kozaków zaporoskich nad brzegiem potoku Techia w pewnej odległości od osmańskiej posiadłości Kara Mahmeda (turecki osmański: Kara Mehmet), którzy przenieśli się na te ziemie po zniszczeniu Siczy Zaporoskiej przez Rosjan12 kwietnia?/23 kwietnia 1790. Osada zamieniła się w kozacką słobodę Karamahmed(-t). W 1812 po traktacie bukareszteńskim po Wojny rosyjsko-tureckiej, weszła w skład obwodu besarabskiego Imperium Rosyjskiego. W dniu 27 września?/9 października 1848 roku święta apostoła i ewangelisty Jana, został konsekrowany kościół. W 1856 w wyniku traktatu paryskiego osada znalazła się w składzie państw pozostających pod zwierzchnictwem Imperium Osmańskiego: Księstwo Mołdawskie (1856–1859), Zjednoczone Księstwa Mołdawii i Wołoszczyzny (1859–1862), Zjednoczone Księstwa Rumunii (1862–1866), Księstwo Rumunii (1866–1878). Sloboda została przekształcona w wieś, a dla mieszkańców wprowadzono pracę i podatki. W 1878 na mocy traktatu berlińskiego powróciła do gubernii besarabskiej Imperium Rosyjskiego. W 1917 po rozpadzie Imperium Rosyjskiego, wieś weszła w skład samozwańczej Mołdawskiej Republiki Demokratycznej, powstałej na terenie dawnej guberni besarabskiej. W 1918 r. Królestwo Rumunii wprowadziło swe wojska do guberni besarabskiej i podjęto decyzję o przyłączeniu Besarabii do Królestwa Rumunii. W 1940 na mocy paktu Ribbentrop-Mołotow Związek Radziecki włączył Besarabię do ZSRR, a wieś znalazła się w granicach Ukraińskiej SRR. W 1941, po rozpoczęciu operacji Barbarossa, wieś została zajęta przez wojska rumuńskie. W 1944, podczas drugiej operacji jasko-kiszyniowskiej, wojska radzieckie wyzwoliły wieś od faszystów, a 14 listopada 1945 przemianowano ją na Szewczenkowe na cześć poety Tarasa Szewczenki. Od 24 sierpnia 1991 r., po uzyskaniu przez Ukrainę niepodległości, wieś jest częścią Ukrainy. Od 17 lipca 2020 w ramach reformy administracyjnej na Ukrainie, Szewczenkowe weszło w skład rejonu izmailskiego, po zniesieniu rejonu kilijskiego.

## Demografia
Według spisu ludności z 2001 roku większość mieszkańców Szewczenkowa była ukraińskojęzyczna (96,85%).

## Infrastruktura społeczna

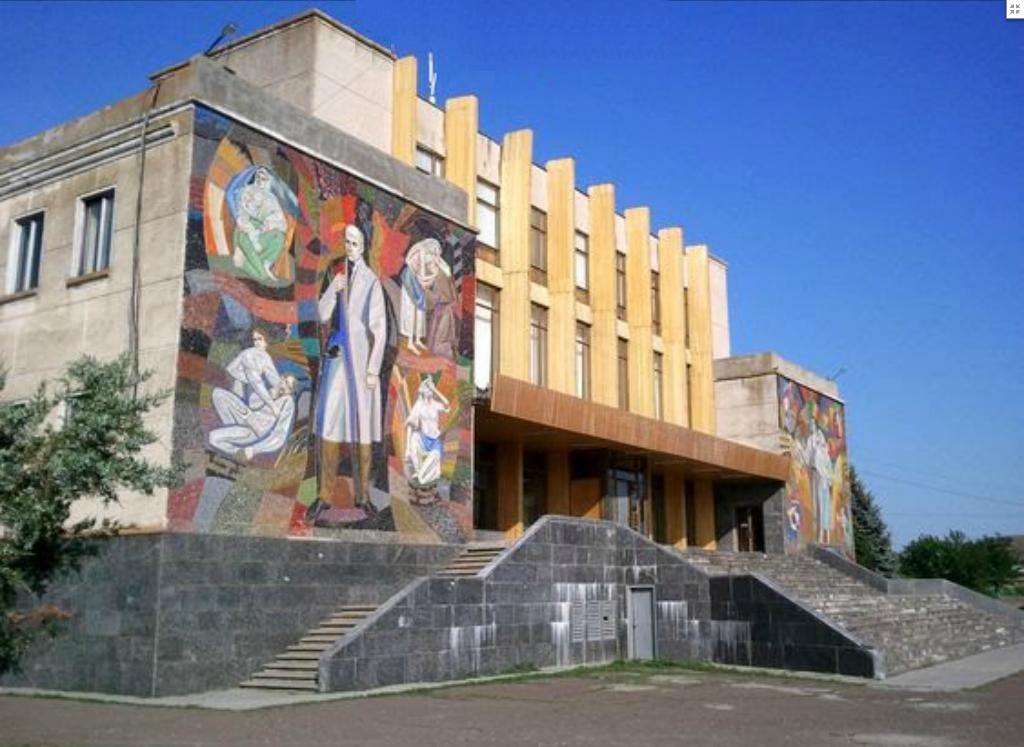
Centrum kultury
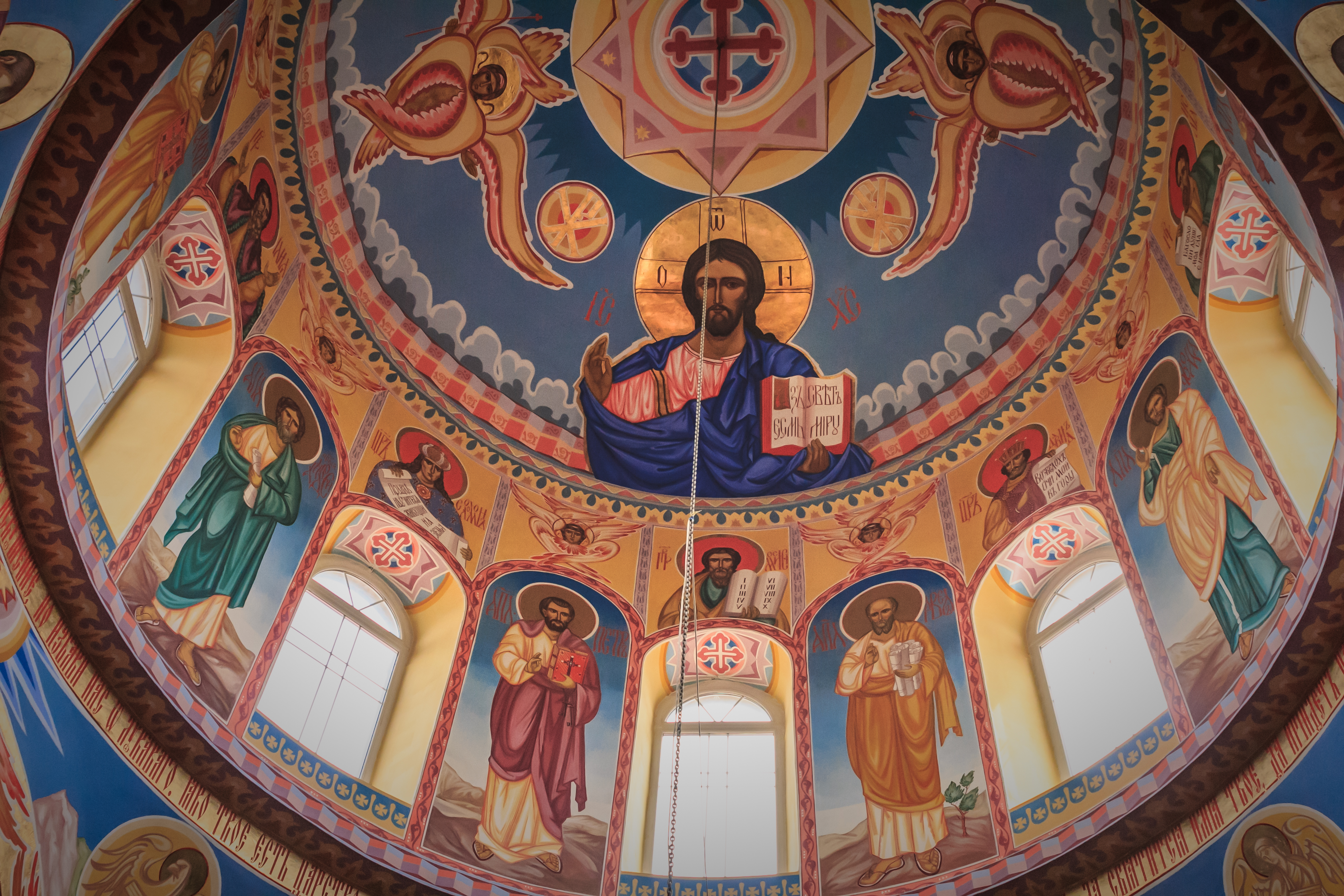
Kopuła świątynia św. Jana (od 2023 — cerkiew prawosławna Ukrainy)
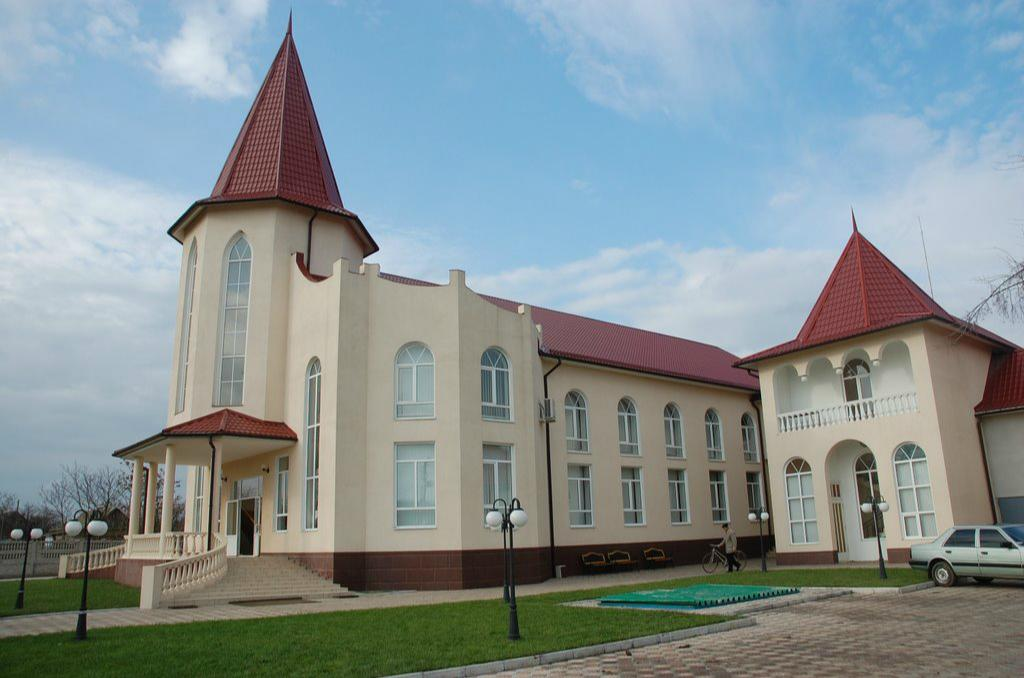
Fasada kościoła Baptystów, zwanego także Domem Ewangelii